# Sorpasso (política)
Sorpasso es un término italiano que significa "adelantamiento" y que no recoge el diccionario de la Real Academia Española. Sin embargo, cobró relevancia y utilidad en la prensa española, particularmente en las fechas previas a las elecciones generales del 26 de junio de 2016, en relación con la posibilidad de que una coalición de partidos a la izquierda del PSOE superen los resultados electorales de este.
Fue Julio Anguita quien introdujo la palabra en los años noventa, siempre en relación con el sorpasso al PSOE por parte de Izquierda Unida, que consistía en desplazar a los socialistas como fuerza hegemónica de la izquierda. Anguita importó la palabra italiana inspirándose en el Partido Comunista Italiano, que aspiraba a conquistar la mayoría electoral superando a la Democracia Cristiana en las elecciones. En este sentido suelen citarse las doctrinas y el pensamiento político de Antonio Gramsci. A Gramsci se le conoce principalmente por la elaboración del concepto de hegemonía, un término que permitiría comprender el desarrollo de la historia de la Italia del Resurgimento, particularmente, que podría haber tenido un carácter revolucionario si hubiese adquirido el apoyo mayoritario de las masas populares que constituían la mayoría de la población.
Anguita empezó a hablar de sobrepasar al PSOE en 1994 y un año después, rescató y pulió el término. Los resultados de las elecciones generales de 1996 hicieron olvidar por el momento la validez de la palabra para la política española.
Cayo Lara trató de recuperar la aspiración de Anguita en las elecciones de 2011, pero el partido no logró tampoco adelantar al PSOE. En aquella época, hubo algunos sectores que hablaron también del sorpasso en relación con que el denominado Movimiento de Liberación Nacional Vasco, la izquierda abertzale, sobrepasara al PNV.
La irrupción de Podemos, la confluencia con Equo, IU y otras nuevas fuerzas han vuelto a resucitar el término con fuerza. Pablo Iglesias ha afirmado: “Nosotros llegamos a hablar de sorpassokización”, poniendo de ejemplo lo que ocurrió en la política griega cuando Syriza sobrepasó al PASOK.
La Fundación del Español Urgente prefiere la utilización del calco sobrepaso o de las alternativas adelantamiento y superación, o en todo caso la adaptación sorpaso (con s simple).